# István Messzi
István Messzi (Kiskunfélegyháza, 29 de junio de 1961-Katalinpuszta, 9 de mayo de 1991) fue un deportista húngaro que compitió en halterofilia.
Participó en los Juegos Olímpicos de Seúl 1988, obteniendo una medalla de plata en la categoría de 82,5 kg.
Falleció en 1991, a los 29 años, en un accidente automovilístico.

## Palmarés internacional
| Juegos Olímpicos | Juegos Olímpicos     | Juegos Olímpicos | Juegos Olímpicos |
| Año              | Lugar                | Medalla          | Categoría        |
| ---------------- | -------------------- | ---------------- | ---------------- |
| 1988             | Seúl (Corea del Sur) | Medalla de plata | 82,5 kg          |